# نهيان المنهالي
نهيان المنهالي (مواليد 12 يونيو 1998) لاعب كرة قدم إماراتي يجيد اللعب في الظهير الأيمن.
لعب سابقاً مع نادي بني ياس و نادي العروبة.

## روابط خارجية
- نهيان المنهالي على موقع Soccerway.com (الإنجليزية)